# Communauté de communes des Terres du Val de Loire
Die Communauté de communes des Terres du Val de Loire ist ein französischer Gemeindeverband mit der Rechtsform einer Communauté de communes in den Départements Loiret und Loir-et-Cher der Region Centre-Val de Loire. Der Gemeindeverband wurde am 2. Dezember 2016 gegründet und umfasst 25 Gemeinden. Der Verwaltungssitz befindet sich im Ort Meung-sur-Loire. Eine Besonderheit ist die Département-übergreifende Struktur der Mitgliedsgemeinden.

## Historische Entwicklung
Der Gemeindeverband entstand mit Wirkung vom 1. Januar 2017 durch die Fusion der Vorgängerorganisationen
- Communauté de communes de la Beauce Oratorienne,
- Communauté de communes du Canton de Beaugency,
- Communauté de communes du Val des Mauves und
- Communauté de communes du Val d’Ardoux.

## Mitgliedsgemeinden
| Gemeinde                                          | Einwohner 1. Januar 2022 | Fläche km² | Dichte Einw./km² | Code INSEE | Postleitzahl | Département  |
| ------------------------------------------------- | ------------------------ | ---------- | ---------------- | ---------- | ------------ | ------------ |
| Baccon                                            | 643                      | 33,02      | 19               | 45019      | 45130        | Loiret       |
| Baule                                             | 2.005                    | 12,11      | 166              | 45024      | 45130        | Loiret       |
| Beauce la Romaine                                 | 3.350                    | 136,51     | 25               | 41173      | 41160, 41240 | Loir-et-Cher |
| Beaugency                                         | 7.811                    | 16,45      | 475              | 45028      | 45190        | Loiret       |
| Binas                                             | 658                      | 26,38      | 25               | 41017      | 41240        | Loir-et-Cher |
| Chaingy                                           | 4.081                    | 21,69      | 188              | 45067      | 45380        | Loiret       |
| Charsonville                                      | 611                      | 24,55      | 25               | 45081      | 45130        | Loiret       |
| Cléry-Saint-André                                 | 3.540                    | 18,13      | 195              | 45098      | 45370        | Loiret       |
| Coulmiers                                         | 565                      | 14,28      | 40               | 45109      | 45130        | Loiret       |
| Cravant                                           | 951                      | 33,91      | 28               | 45116      | 45190        | Loiret       |
| Dry                                               | 1.414                    | 22,64      | 62               | 45130      | 45370        | Loiret       |
| Épieds-en-Beauce                                  | 1.446                    | 40,22      | 36               | 45134      | 45130        | Loiret       |
| Huisseau-sur-Mauves                               | 1.754                    | 37,16      | 47               | 45167      | 45130        | Loiret       |
| Lailly-en-Val                                     | 3.100                    | 45,61      | 68               | 45179      | 45740        | Loiret       |
| Le Bardon                                         | 970                      | 12,23      | 79               | 45020      | 45130        | Loiret       |
| Mareau-aux-Prés                                   | 1.669                    | 13,34      | 125              | 45196      | 45370        | Loiret       |
| Messas                                            | 1.029                    | 5,21       | 198              | 45202      | 45190        | Loiret       |
| Meung-sur-Loire                                   | 6.621                    | 20,35      | 325              | 45203      | 45130        | Loiret       |
| Mézières-lez-Cléry                                | 857                      | 27,01      | 32               | 45204      | 45370        | Loiret       |
| Rozières-en-Beauce                                | 181                      | 9,17       | 20               | 45264      | 45130        | Loiret       |
| Saint-Ay                                          | 3.691                    | 10,07      | 367              | 45269      | 45130        | Loiret       |
| Saint-Laurent-des-Bois                            | 329                      | 18,32      | 18               | 41219      | 41240        | Loir-et-Cher |
| Tavers                                            | 1.338                    | 22,62      | 59               | 45317      | 45190        | Loiret       |
| Villermain                                        | 388                      | 28,75      | 13               | 41289      | 41240        | Loir-et-Cher |
| Villorceau                                        | 1.076                    | 9,50       | 113              | 45344      | 45190        | Loiret       |
| Communauté de communes des Terres du Val de Loire | 50.078                   | 659,23     | 76               | –          | –            | –            |